# Claus von Below-Saleske
Konrad Alexander Konrad Claus (Klaus) von Below-Saleske (Saleske, 8 aprile 1866 – Berlino, 14 agosto 1939) è stato un diplomatico tedesco.
È ricordato per aver consegnato la dichiarazione di guerra dell'Impero tedesco al Belgio durante la prima guerra mondiale

## Biografia
Claus von Below-Saleske, terzo figlio di Nikolaus von Below e Sophie Freiin Varnbüler von und zu Hemmingen, nacque a Saleske (l'attuale Zaleskie, in Polonia) e studiò legge all'Università di Gottinga. Nel 1885 divenne membro del Corps Saxonia Göttingen (Corpo Sassonia Gottinga). Dopo aver completato il suo tirocinio legale, si unì al servizio estero come addetto nel 1891. Dopo i primi incarichi nel 1892 presso l'ambasciata a Bruxelles e nel 1893 a Londra, lavorò dal 1894 al 1896 presso il consolato generale a Il Cairo e poi presso l'ambasciata a Costantinopoli come segretario di legazione. Nel 1898 fu impiegato presso l'ambasciata a Madrid e nel 1899 presso l'ambasciata a Stoccolma. All'epoca della ribellione dei Boxer fu consigliere di legazione e incaricato d'affari a Pechino, poi a Vienna, Lisbona, Atene e Costantinopoli; si trovava in quest'ultima città durante la rivoluzione dei Giovani Turchi. Nel 1908 fu nominato console generale a Calcutta.
Come successore di Konrad Gisbert Wilhelm Freiherr von Romberg, von Below-Saleske divenne inviato (ambasciatore) dell'Impero tedesco in Bulgaria nel 1910 e vi lavorò fino a quando non fu sostituito da Gustav Michahelles nel 1912. Durante la sua permanenza lì, accadde la prima guerra balcanica, durante la quale il governo tedesco tentò di moderare la Bulgaria alla fine di gennaio 1913, ma questa concessione fu severamente rifiutata dalla Bulgaria all'inizio di febbraio 1913.
Nel 1912 von Below-Saleske succedette ad Hans von Flotow come ambasciatore tedesco in Belgio e vi lavorò fino allo scoppio della prima guerra mondiale nel 1914. Il 29 luglio 1914 ricevette un plico sigillato da Berlino, con l'ordine di non aprirlo fino a quando non sarebbero arrivate nuove disposizioni telegrafiche. Il 31 luglio il segretario generale del ministero degli affari esteri belga, Léon van der Elst, gli ricordò l'impegno dell'Impero tedesco a rispettare la neutralità del Belgio.
Il 2 agosto 1914 a von Below-Saleske arrivò il telegramma in cui gli veniva ordinato di aprire il plico sigillato e di portare al Belgio l'ultimatum ivi contenuto facendo finta che fosse appena arrivato (sebbene fosse lì da vari giorni). L'ultimatum tedesco era un cumulo di bugie atte a giustificare l'invasione tedesca del Belgio: in esso si affermava che la Germania sapeva da fonte sicura che la Francia stesse per invadere il Belgio; che la Germania per la propria sicurezza nazionale era costretta ad invadere il Belgio a scopo preventivo, ma che non desiderava che i belgi interpretassero ciò come un atto di ostilità; che se il Belgio fosse rimasto neutrale e non avesse ostacolato le azioni delle truppe tedesche, la Germania avrebbe evacuato il Belgio alla fine della guerra.
Il 2 agosto 1914 pertanto von Below-Saleske presentò al ministero degli Esteri belga una nota diplomatica in cui l'Impero tedesco affermava di avere certe notizie che la Francia intendesse "prendere azione contro la Germania" sul territorio belga e, sempre il 2 agosto, presentò anche una richiesta del capo di stato maggiore generale, colonnello generale Helmuth Johann Ludwig von Moltke, che se la Germania avesse ricevuto il passaggio gratuito attraverso il Belgio se fosse scoppiata una "guerra imminente contro la Francia e la Russia", la Germania avrebbe garantito di sgomberare il Paese alla fine delle ostilità contro la Francia.
Poiché il Belgio decise di resistere, il 4 agosto le truppe tedesche invasero il Belgio, cosa che causò la dichiarazione di guerra del Regno Unito contro la Germania (che aveva già dichiarato guerra alla Russia e alla Francia e invaso il Lussemburgo e il Belgio).
Dall'inizio del 1915 partecipò alla prima guerra mondiale come delegato d'uso a Tilsit e Libau e dall'autunno 1917 fino alla fine della guerra come delegato di scena a Bucarest.
Dopo la guerra fu nominato capo della corte e dell'amministrazione dei beni del principe Federico Enrico di Prussia.

## Curiosità
Von Below-Saleske aveva l'abitudine di dire scherzando che lui portava sfortuna: era in Cina quando scoppiò la rivolta dei Boxer (1899), si trovava in Turchia allo scoppio della rivoluzione dei Giovani Turchi (1908) ed era l'ambasciatore tedesco in Bulgaria quando scoppiò la prima guerra balcanica nel 1912. Nel 1912 divenne ambasciatore tedesco a Bruxelles e disse «adesso son tranquillo, sono in Belgio, a Bruxelles non succederà niente»; neanche due anni più tardi dovrà consegnare la dichiarazione di guerra della Germania al Belgio durante la prima guerra mondiale.